# 吴枫
吴枫（1919年—1990年1月20日），回族。原名哈增祉。河北省秦皇岛市人。中华人民共和国导演、编剧。

## 生平

### 民国时期
1929年，在辽宁营口读小学时，曾参加当地京剧票社俱乐部，师承戴永康、连仲三学京剧花脸。1931年九一八事件后东北沦陷，作为流亡学生人关在北平读中学。1937年，离开北平西北公学，参加抗日救亡活动，在石家庄参加青年会战地服务团，从事歌咏、演讲工作。1937年10月至1941年2月，先后在汉口、长沙加入武汉华北宣传队、第九战区流动宣传队和铁血剧团，担任话剧演员、导演，曾主演过《八百壮士》、《碧血花》、《寄生草》、《陈圆圆》等话剧。
1941年3月至1944年7月，在广西桂林参加新中国剧社，除了参加《大地回春》、《风波亭》、《秋声赋》、《大雷雨》、《家》、《再见吧，香港》等话剧演出以外，还在田汉的指引下，协助四维评剧社金素秋、李紫贵等演出了《新潘金莲》、《葛嫩娘》、《红拂传》、《太平天国》、《金钵记》、《香妃》、《恩与怨》等剧目。改写了《林冲》一剧，并参加演出。
1944年秋，湘桂撤退，吴枫随话剧界人士来昆明，曾导演过《母爱与妻爱》、《谁之罪》、《茶花女》、《武则天》、《风波亭》等话剧。1945年2月至1947年10月参加云南省教育厅剧教队，曾主演过《梁上君子》、《裙带风》、《红楼梦》、《日出》、《少奶奶的扇子》等话剧。1947年10月至1949年6月，在昆明参加杰华国剧社，担任演出组织者和导演，还导演了由金素秋编剧并主演的《离乱记》、《广寒官主》等剧目。1949年3月与金素秋结婚。

### 共和国时期
1949年6月至1950年4月，与金素秋合作牵头组建昆明艺联新平剧实验剧社。1950年2月初，导演了金素秋改编的京剧《白毛女》。1950年5月7日，昆明艺联新平剧实验剧社集体参加中国人民解放军。吴枫先后担任云南军区政治部京剧团、昆明军区国防京剧团艺术室副主任。先后导演了由金素秋改编的《梁山伯与祝英台》、《西厢记》，张宝彝、金素秋改编的《碧血丹心》和他本人改编的《杨八姐盗刀》等京剧剧目。1958年，昆明军区国防京剧团集体转业到地方。1960年与云南大戏院、劳动人民京剧团合并成立云南省京剧院，吴枫任云南省京剧院艺术室副主任。1963年兼任云南省京剧院一团副团长。
期间，他与余素秋合作，改编《阿黑与阿诗玛》、《孔雀胆》、《多波阿波》、《黛诺》等剧目，并担任导演。1963年导演了由田汉编剧、关肃霜主演的京剧《谢瑶环》，该剧曾赴北京演出，反映强烈。1964年，该剧被康生诬为反党大毒草，文化大革命期间他与其他演员都受到冲击迫害。
文化大革命期结束后，他被委任为云南省京剧院副院长，兼任艺术委员会常务副主任，他与金素秋合作，创作改编了《豹子湾战斗》、《废墟》、《内当家》、《双雄会》、《蛮帅后裔》、《义孤封三娘》、《玉缕金带环》等剧目。吴枫整理并发表了田汉的京剧《武则天》，将田汉的京剧剧本《谢瑶环》改编为同名电视连续剧，由关肃霜主演，云南电视台摄制播映。1988年12月，他被评定为一级导演，1990年1月20日因病在昆明逝世。